# Жемчужный пушистый погоныш
Жемчужный пушистый погоныш (лат. Sarothrura pulchra) — вид журавлеобразных птиц из семейства Sarothruridae. Распространён в Западной и Центральной Африке.
Птица длиной 17 см. У самцов голова, грудь и хвост рыжевато-коричневые; спина и брюхо чёрные, покрыты белыми крапинами. Окраска оперения у самки тоже рыжевато-коричневого цвета, как у самца (в отличие от всех других самок рода), в то время как остальная часть тела тёмно-коричневого цвета с полосками бежевого цвета.
Обитает в дождевых лесах, вторичных лесах, на плантациях, заболоченных лугах, как правило, недалеко от водоёмов. Питается беспозвоночными, личинками насекомых, дождевыми червями, нематодами, пиявками, мелкими брюхоногими моллюсками и пауками. Вид питается в светлое время суток, и его активность выше рано утром и на закате. Очень мало известно о сезоне размножения, но в большинстве районов вид размножается во время сезона дождей.